# Teoría poética y estética
Teoría Poética y Estética es un libro de Paul Valéry, publicado en Francia por Editorial Gallimard y en España por Editorial Visor en Barcelona en 1999.

El libro consta de diferentes estudios del autor sobre cuestiones estéticas de la danza, del arte y opiniones sobre otros autores

## Capítulo sobre el arte poético
En el año de 1937 en la lección inaugural del curso de Poética en el Collège de France, Paul Valéry dicta la primera lección del curso de Poética. Su problema que resolver: revalorar la poética no como una alicante de reglas formales fijas en la cual se determinaba cómo se debía hacer arte. Sino en pensarlo como un hacer “El hacer, el poiein del que me quiero ocupar, es aquel que se acaba en alguna obra y que llegaré pronto a limitar a ese género de obras que se ha dado en llamar obras del espíritu” (Válery, 108). Este hacer que está en el uso de su espíritu, y que emplea todos los medios físicos para llegar al mismo acto que hace y es hecha, sin limitarse en las propias reglas, será el objeto de estudio en la creación. Si se ha de considerar como un hacer, Válery propone un estudio a partir de la Historia de la Literatura, para encontrar los rasgos fundamentales de ese hacer en la cual aquellas obras y autores, pudieran inscribirse en el canon literario. El primer rasgo se refiere a la producción misma de la obra en su universo económico y la relación entre autor, la obra y el lector. El segundo rasgo se refiere a la producción de un determinado valor de la obra, donde es avalada por los especialistas, cuyo criterio garantiza su transmisión a las futuras generaciones. La valoración de la obra, es a la vez determinada por valores de producción como también por ambientes políticos y sociales. Tales factores, hacen que la obra se imposible aislarla(112). Esto hace pensar a Válery que sentido de la obra de un creador se encuentra “con frecuencia” fuera de la creación misma, generando una preocupación sobre el efecto que se producirá y sus eventuales consecuencias para su producción. “Así durante su trabajo, el espíritu se dirige y vuelve a dirigir incesantemente de él Mismo al Otro, y modifica lo que produce su ser más interior, mediante esa sensación particular del juicio de terceros”(112). Es de esta forma, “nuestras” reflexiones sobre una obra, es de manera excluyente con respecto al modo en que se toma los juicios valorativa. Por eso Válery se muestra escéptico en los estudios que se hace a la obra aislándola de todo referente. Tanto la observación del espíritu que produce la obra, y la observación del espíritu que produce un valor de esta obra, son dos miradas aisladas que no se pueden colocar en una sola. “ La obra es para uno el término; para el otro el origen de desarrollos que puedan ser tan ajenos como se quiera, uno al otro” (113). No obstante, de tal acotación, Valéry señala que los juicios producidos entre el productor, la obra y el autor son ilusiones, y que solo produce reflexionen inválidas. Solo se puede considerar la relación de la obra con el autor, o la relación de la obra cuyo efecto con el lector es una valoración. Sin embargo, estos dos juicios se deben considerar independientes. Por una parte el autor, quien ha hecho un esfuerzo de estudio y de reflexión del material y la forma para llegar a la obra acabada. El resultado producido, el efecto esperado, será como un golpear, deslumbrar, o desconcertar a la mente del Otro, quien estará bajo la excitación de este trabajo intelectual. Válery define este efecto como una acción de desmesura: “ Lo que nos produce la obra es inconmensurable con nuestras propias facultades de producción instantánea” (114). Esta desmesura, es también una forma de producción de espíritu, y no necesariamente un desfase de una casualidad. Se agrega, que el lector, llegará al nivel de autor o productor, porque al añadir esas producciones del espíritu, estará pasando a ser productor del valor del ser imaginario. Así tanto la reflexión de una obra, como la producción de la obra, serán consideradas por Valéry como obras del espíritu.
Si la segunda consideración trataba de las obras del espíritu, la tercera consideración hablaráde la obra misma en tanto cosa sensible. Esto quiere decir que la obra será tratada con observaciones inmediatas. Tales como medir según su naturaleza tanto espacial como temporal. Estudiar el metro, o si tal figura retórica ha aparecido en determinada época. O que tal obra es una copia de tal otra. Este tratamiento de las obras del espíritu, las retiene en las categorías de las cosas, imponiendo una existencia definible: “ Todo aquello que podemos definir se distingue de inmediato del espíritu productor y se opone.” (116). Otra de las propuestas sobre la obra del espíritu, conlleva a denunciar su existencia como acto en relacionado al espíritu. Por ejemplo, un poema escrito solo es una escritura que no se diferencia de otras. Pero existe una posibilidad que la coloca el texto en una condición que adquirirá fuerza y forma de acción. Y es porque hay una voz en el poema que es, que viene y que debe venir. Y esta voz es la que se imponga y excite el estado afectivo para que sea la única expresión verbal (117). Sin la voz, todo se vuelve arbitrario. El poema solo sería una sucesión de palabras.
Otra consideración que pone en prueba Valéry, es si las obras del espíritu se refieren solo a aquello que dio origen a lo que les dio origen. Esta consideración significa que los sentimientos que actúa la obra sobre nosotros, no nos permite concebirla de forma diferente a lo que es. Más bien estas potencias se nos presenta como un decorado que han producido en nosotros es el resultado de modificaciones interiores, tan desordenadas, pero resolviéndose en que una acción exterior resuelve si es un estado de indeterminación(119). Alora, la mente que produce, parece que imprimiera caracteres totalmente a los que desearía imprimir la mente. Pareciera que estuviera huyendo de la obra incoherente. Y tratara de actuar contra la intervención de los sentidos que debe sufrir en cada momento. Hay una lucha, una contrariedad que debe asumir la mente, y que va contra la naturaleza y su actividad accidental e instantánea.(120). Pero la mente tiene artificios lógicos, y bajo los conceptos, bajo la operación del espíritu se coce una duración independiente de las vicisitudes del espíritu a esos objetos espirituales. Como ha señalado Valéry: Después de todo, la lógica no es sino una especulación sobre la permanencia de las notaciones. (120).
Si este es el caso que se aplica, a la obra del arte, el espíritu en acción, que lucha en contra de su inquietud, de su movilidad, de incoherencia, encuentra que además son razones para esperar que la solución, esté más cerca. Como un pensamiento en el que se trata de sujetar, pero no nos pertenece, más bien es fugaz. A veces invocándolo, lo solicitamos detenidos a través de un conjunto de elementos inminentes, y los que ninguno se separan para satisfacer nuestra exigencia. Así imploramos a nuestro espíritu una manifestación de desigualdad. Así que Valéry concluye que debe haber una relación entre deseo y acontecimiento. Porque nuestro pensamiento, va y se pierde a través de sonidos, hasta que la sentencia del acabose se halla consumado. Y la vida del espíritu se divide contra ella misma cuando se aplica a una obra (122). Y se detiene en el mismo momento que hemos terminado. Por eso Valéry entiende esa incapacidad porque no alcanzamos nosotros lo que esperamos obtener. Pero esa solución deseada puede llegar, después de un tiempo de desinterés del problema, y llega para iluminar al espíritu. Tanto este efecto, se aplicará al productor como al lector, y la producción de valor será de igual manera análogas (123).
Sobres quienes integra las obras del espíritu. No hay distingo alguno, solo aquellas cuya producción es el pensamiento, serán idóneas a ser candidatas a la categoría de obras del espíritu. Ya que la diferencia entre el trabajo del pensamiento es indiscernible. En cuanto a sus efectos, la obra siempre da tanto al productor como el consumidor de la obra, despierta, una “sed” y una “fuente”(124). Estas ansias de desear, nos da como recompensa el amor de la cautividad y el sentimiento de un conocimiento inmediato, y da una energía más favorable a los recursos orgánicos: “ Entonces, cuando más damos, más queremos dar, creyendo recibir. La ilusión de actuar, de expresar, de descubrir, de comprender, de resolver, de vencer, nos anima.”(125).
Valéry propone estas explicaciones abiertas, simplemente rechazado otras condiciones simultáneas que atañe a la obra, para darle unidad. Discursos como: musicales, racionales, significativa, sugestivas, etc. todas estas partes no tendrá una relación para decir sobre las obras del espíritu más bien, las entorpece y permite el libre decir de lo que yo quiero. Y en ese querer lo que se debe querer, para pensamiento se reduce la poética de la obra.
Finalmente, Valéry concluye que en la producción de la obra, “La acción llega con el contacto de lo indefinible”(127). La acción que significa el hacer para constituir la obra de acuerdo a las competencias, y a la reflexión. Y por otra parte lo indefinible como una acción finita, que es productora de valor, o solo productora de valor y de impulso. El acto, que es la determinación esencial. Y la ejecución de un acto, como ese fin, esa determinación final de un estado que no se expresa en términos finitos.

## Referencia Bibliográfica
- Válery, Paul. Teoría Poética y estética. Visor Barcelona, 1999.

- Datos: Q6142040